# 남양 송씨
남양 송씨(南陽宋氏)는 경기도 수원시를 본관으로 하는 한국의 성씨이다. 시조는 송공절(宋公節)이라는 인물로 고려에서 문하시랑을 지냈으며, 그의 아들인 송침은 문과에 급제한 은청광록 대부문하시중을 지내어 남양군에 봉해졌다.